# Неофит I Берски
Неофит (на гръцки: Νεόφυτος, Неофитос) е православен духовник, митрополит на Вселенската патриаршия.

## Биография
Неофит е споменат като берски митрополит в синодално решение от 10 октомври 1474 година. Принуден е да подаде оставка от берчани в 1490 година.